# Monohydrate de méthanol
Le monohydrate de méthanol est un composé organique cristallin constitué pour moitié d'eau et pour moitié de méthanol et présentant des caractéristiques inhabituelles, dont un coefficient de Poisson négatif (son volume augmente sous l'effet d'une augmentation de pression).

## Formule chimique et structure
La formule chimique du monohydrate de méthanol est CH3OH·H2O, soit une molécule de méthanol pour une molécule d'eau.
Un analogue perdeutéré, de formule CD3OD·D2O, a été créé pour étudier sa structure. Celle-ci est de type « casier à bouteille » et orthorhombique.

## Propriétés thermoélastiques
Le monohydrate de méthanol présente la particularité d'avoir une coefficient de dilatation thermique ainsi qu'un coefficient de Poisson négatifs. Au lieu de se dilater sous l'effet d'une augmentation de la température et de se rétracter sous l'effet d'une augmentation de la pression, il adopte un comportement inverse : il s'agit d'un cristal auxétique.